# Episodi di Ultimate Spider-Man (terza stagione)
La terza stagione della serie animata Ultimate Spider-Man, sottotitolato Web Warriors, è stata trammessa per la prima volta dal 31 agosto 2014 sul canale statunitense Disney XD, mentre in Italia ha debuttato il 20 ottobre 2014 sulla versione italiana del canale per concludersi il 15 maggio del 2015.
| n° | n° tot | Titolo originale                          | Titolo italiano                         | Prima TV USA      | Prima TV Italia  |
| -- | ------ | ----------------------------------------- | --------------------------------------- | ----------------- | ---------------- |
| 1  | 53     | The Avenging Spider-Man: Part 1           | Spider-Man è un Avenger (prima parte)   | 31 agosto 2014    | 20 ottobre 2014  |
| 2  | 54     | The Avenging Spider-Man: Part 2           | Spider-Man è un Avenger (seconda parte) | 31 agosto 2014    | 21 ottobre 2014  |
| 3  | 55     | Agent Venom                               | Un nuovo eroe                           | 7 settembre 2014  | 22 ottobre 2014  |
| 4  | 56     | Cloak and Dagger                          | Cloak e Dagger                          | 14 settembre 2014 | 23 ottobre 2014  |
| 5  | 57     | The Next Iron Spider                      | Il nuovo Iron Spider                    | 21 settembre 2014 | 24 ottobre 2014  |
| 6  | 58     | The Vulture                               | L'avvoltoio                             | 28 settembre 2014 | 27 ottobre 2014  |
| 7  | 59     | The Savage Spider-Man                     | Spider-Man il selvaggio                 | 7 ottobre 2014    | 28 ottobre 2014  |
| 8  | 60     | New Warriors                              | Nuovi guerrieri                         | 14 ottobre 2014   | 29 ottobre 2014  |
| 9  | 61     | The Spider-Verse: Part 1                  | Lo Spider-universo (prima parte)        | 5 marzo 2015      | 30 ottobre 2014  |
| 10 | 62     | The Spider-Verse: Part 2                  | Lo Spider-universo (seconda parte)      | 12 marzo 2015     | 31 ottobre 2014  |
| 11 | 63     | The Spider-Verse: Part 3                  | Lo Spider-universo (terza parte)        | 19 marzo 2015     | 3 novembre 2014  |
| 12 | 64     | The Spider-Verse: Part 4                  | Lo Spider-universo (quarta parte)       | 26 marzo 2015     | 4 novembre 2014  |
| 13 | 65     | The Return of the Guardians of the Galaxy | Il ritorno dei Guardiani della Galassia | 6 luglio 2014     | 5 novembre 2014  |
| 14 | 66     | S.H.I.E.L.D. Academy                      | Accademia S.H.I.E.L.D.                  | 7 luglio 2015     | 6 novembre 2014  |
| 15 | 67     | Rampaging Rhino                           | La furia di Rhino                       | 14 luglio 2015    | 7 novembre 2014  |
| 16 | 68     | Ant-Man                                   | Ant-Man                                 | 21 luglio 2015    | 10 novembre 2014 |
| 17 | 69     | Burrito Run                               | Burritos, che passione!                 | 28 luglio 2015    | 11 novembre 2014 |
| 18 | 70     | Inhumanity                                | Gli Inumani                             | 4 agosto 2015     | 12 novembre 2014 |
| 19 | 71     | Attack of the Synthezoids (1)             | L'attacco dei Sintezoidi                | 19 settembre 2015 | 13 novembre 2014 |
| 20 | 72     | The Revenge of Arnim Zola (2)             | La vendetta di Arnim Zola               | 26 settembre 2015 | 14 novembre 2014 |
| 21 | 73     | Halloween Night at the Museum             | Notte di Halloween al museo             | 10 ottobre 2014   | 16 maggio 2015   |
| 22 | 74     | Nightmare on Christmas                    | Incubo di Natale                        | 3 dicembre 2014   | 11 maggio 2015   |
| 23 | 75     | Contest of the Champions: Part 1          | Sfida tra campioni (prima parte)        | 3 ottobre 2015    | 12 maggio 2015   |
| 24 | 76     | Contest of the Champions: Part 2          | Sfida tra campioni (seconda parte)      | 10 ottobre 2015   | 13 maggio 2015   |
| 25 | 77     | Contest of the Champions: Part 3          | Sfida tra campioni (terza parte)        | 17 ottobre 2015   | 14 maggio 2015   |
| 26 | 78     | Contest of the Champions: Part 4          | Sfida tra campioni (quarta parte)       | 24 ottobre 2015   | 15 maggio 2015   |

## Spider-Man è un Avenger (prima parte)
Dopo aver sconfitto Green Goblin, Spider-Man diventa un Avenger! Il Dottor Octopus unisce però le forze con il malvagio Loki per distruggere i più potenti eroi della Terra e il loro membro più recente. Loki scambia il suo corpo con quello di Spider-Man, e così, mentre Peter Parker si ritrova braccato dagli Avengers, Spider-Loki attacca la città con un'orda di creature Asgardiane fuse con simbionti Venom.

## Spider-Man è un Avenger (seconda parte)
Peter riesce a tornare nel suo corpo ma tutti credono che Spider-Man sia Loki! Braccato dagli Avengers, Peter deve convincere il suo vecchio team che lui è il vero Spider-Man. Intanto Loki e il Dottor Octopus proseguono con il loro piano di conquista.

## Un nuovo eroe
Spider man ferma un attacco di Scorpion che è legato al simbionte Venom.  La cosa che rende più difficile il combattimento è Flash Thompson che continua ad assillare l'eroe. All'improvviso Flash, ottiene dei superpoteri legandosi al simbionte Venom. Spidey e il nuovo Venom devono cooperare per fermare Taskmaster e Beetle che vogliono prendere il simbionte. Poi, Fury dà la possibilità a Flash di diventare un supereroe con l'identità di Agente Venom e Spidey deve cominciare a reclutare nuovi supereroi detti "Nuovi Guerrieri".

## Cloak e Dagger
Mentre cerca di reclutare Cloak e Dagger come nuovi guerrieri per la nuova squadra S.H.I.E.L.D., Iron Fist e White Tiger spariscono improvvisamente. Spider-Man scopre che dietro le sparizioni ci sono creature oscure controllate da Cloak; unisce allora le forze con Dagger per capire cosa sta succedendo, e insieme si dirigono al Sancta Sanctorum del Dottor Strange dove scoprono che il terribile Dormammu ha preso il controllo del potere di Cloak nel tentativo di invadere la nostra dimensione.

## Il nuovo Iron Spider
Il giovane genio della scienza Amadeus Cho si rivela perfetto per operare con l'armatura di Iron Spider. Il guaio è che si tratta di un rivale di scuola di Peter Parker. Tuttavia, quando Taskmaster tenta di rubare l'armatura, Spider-Man e Cho sono costretti a collaborare insieme.

## L'avvoltoio
Un misterioso supercriminale conosciuto come l'Avvoltoio  sta causando problemi in città. Spider-Man decide di rintracciarlo e scopre che si tratta di un giovane su cui Norman Osborn ha condotto esperimenti genetici e che ora ha difficoltà a ricordare il suo passato. Anche Taskmaster è sulle tracce dell'Avvoltoio al fine di reclutarlo nella sua squadra di giovani criminali.

## Spider-Man il selvaggio
Spider-Man si reca nella Terra Selvaggia accompagnato da Wolverine per cercare il nuovo guerriero Ka-Zar. Le cose si complicano a causa di un piano ordito da Taskmaster e Kraven il Cacciatore, i quali hanno rapito Zabu, la tigre dai denti a sciabola amica di Ka-Zar, che intendono sacrificare in un mistico rituale per acquisire potere. Spidey viene colpito da un dardo velenoso di Kraven e contaminato da un veleno della Terra Selvaggia che lo trasforma in un mostruoso mutante.

## Nuovi guerrieri
Spider-Man capisce che ha ispirato un'intera generazione di nuovi aspiranti supereroi e vuole incoraggiarli ad avere un addestramento S.H.I.E.L.D.; forma così un nuovo gruppo chiamato i Nuovi Guerrieri. Tuttavia, anche Taskmaster ha reclutato giovani superumani per usarli per i suoi scopi e li ha forgiati nel supergruppo denominato Thunderbolts, che includono Avvoltoio, Cloak e Dagger. Durante un attacco a sorpresa sul Trivelivolo dello S.H.I.E.L.D., i Nuovi Guerrieri (Agent Venom, Iron Spider, Ka-Zar e Zabu) devono affrontare la loro prima prova del fuoco; non riescono però ad evitare la fuga di Green Goblin, Dottor Octopus, Beetle e Scorpion, mentre Spider-Man tenta di convincere Cloak e Dagger ad unirsi al suo team.

## Lo Spider-universo (prima parte)
Spider-Man scopre che Green Goblin ha intenzione di viaggiare in tutto il multiverso utilizzando la gemma rubata durante la sua fuga dal Trivelivolo dello S.H.I.E.L.D., il Seggio Periglioso, convogliandone all'interno l'energia di Electro. Lo scopo di Norman Osborn è quello di raccogliere il DNA di altri Spider-Men alternativi per i suoi folli esperimenti. Spider-Man insegue il suo nemico prima nel mondo futuristico della Marvel 2099, dove incontra Miguel O'Hara alias Uomo Ragno 2099; poi si reca in un mondo in cui Peter Parker è una donna, Petra Parker alias Spider-Girl, e l'aiuta a sconfiggere la versione al femminile di Goblin, Norma Osborn...

## Lo Spider-universo (seconda parte)
Spider-Man continua ad inseguire Goblin attraverso il multiverso per impedirgli di raccogliere DNA di vari Spider-Men alternativi. Arriva così mondo della Marvel Noir (risalente agli anni trenta) e aiuta Spider-Man Noir a rinnovare la sua amicizia con Mary Jane, salvandola da Goblin. Subito dopo finisce nel mondo di Spider-Ham e aiuta il maialino Peter Porker a riconquistare la sua volontà di essere Spider-Ham.

## Lo Spider-universo (terza parte)
Inseguendo Green Goblin attraverso il multiverso, Spider-Man atterra in un mondo ambientato nel Medioevo e aiuta Spyder-Knight a salvare la medievale città di York da un'antica versione del Dottor Octopus. Goblin riesce comunque a prelevare il DNA dello Spyder-Knigth e si dirige nell'universo Ultimate (quello dei fumetti). Peter Parker incontra così Miles Morales, e scopre che il Peter Parker di questa realtà è morto. Quindi aiuta Miles a superare il senso di colpa per non essere riuscito a salvare il Peter Parker del suo mondo e insieme affrontano la minaccia dell'Ultimate Goblin originale.

## Lo Spider-universo (quarta parte)
Finalmente Spider-Man ritorna nel proprio universo dove trova Goblin (che ha scoperto la vera identità di Spider-Man nell'universo Ultimate) che si è iniettato con il DNA degli Uomini Ragno di tutti gli universi per diventare Spider-Goblin! Con l'aiuto di Electro (intrappolato ancora nel Seggio Periglioso) Spider-Man convoca allora tutti gli Spider-Men incontrati durante il suo viaggio interdimensionale, soprannominandoli i Web-Warrior! Per eliminare Spider-Goblin e salvare New York occorre la forza di sette Spider-Man messi assieme, ma Electro ha in mente una sorpresina per i nostri eroi.

## Il ritorno dei Guardiani della Galassia
I Guardiani della Galassia arrivano sulla Terra per riparare la loro astronave dopo l'aggressione del malvagio Titus, un ex membro dei Nova Corps che conduce ora un gruppo di alieni Chitauri alla ricerca del casco di Nova, l'ultimo rimasto nell'universo contenente il potere dei Nova Corps. Spider-Man e Nova si trovano quindi a collaborare nuovamente con i Guardiani per sconfiggere Titus e i Chitauri.

## Accademia S.H.I.E.L.D.
- Titolo alternativo italiano proposto da Disney+: L'accademia S.H.I.E.L.D.

Peter Parker e i suoi amici lasciano la Midtown High per iscriversi ufficialmente all'Accademia di formazione dei Supereroi dello S.H.I.E.L.D. insieme ai Nuovi Guerrieri. L'addestramento comincia, ma Iron Spider rivela un intruso che sta cercando di prendere il controllo dei sistemi della sua armatura: Si tratta del malvagio Arnim Zola, uno scienziato dell'H.Y.D.R.A. a lungo rimasto dormiente all'interno del Triskelion (il quartier generale dello S.H.I.E.L.D.). Per fermare Zola e le sue creature, Spider-Man e i suoi compagni devono chiedere l'aiuto del loro insegnante Whizzer, un eroe della Golden Age.

## La furia di Rhino
Alex O'Hirn, alias Rhino, è ancora in stato di detenzione all'interno del Triskelion. Quando scopre che l'odiato Flash Thompson, il bullo che gli ha rovinato la vita a scuola, è diventato l'Agente Venom, si libera nel tentativo di eliminarlo una volta per tutte. Spider-Man (equipaggiato con una speciale armatura Iron-Spider-Hulkbuster) e Hulk sono l'ultima linea di difesa quando l'aspra rivalità tra Rhino e l'Agente Venom minaccia di distruggere tutta New York City.

## Ant-Man
Il Dottor Octopus è fuggito dal carcere del Triskelion ed ha infettato Nick Fury con microscopici naniti, piegandolo alla sua volontà. L'unica speranza di riacciuffare Octopus e salvare Fury risiede nei giovani eroi dell'Accademia S.H.I.E.L.D.: mentre Agente Venom, Nova, Dagger e Rhino inseguono Octopus, e Iron-Spider ed Iron Fist tengono Fury sotto controllo, Spider-Man e Power Man uniscono le forze con Ant-Man (in visita all'Accademia) rimpicciolendosi a dimensioni microscopiche grazie alle particelle Pym, entrando così nel corpo di Fury e distruggendo i naniti che lo infestano.

## Burritos, che passione!
Voglia di burritos dopo un intenso allenamento all'Accademia S.H.I.E.L.D. con Hawkeye? Unitevi a Spider-Man, Power Man e Squirrel Girl in una notte di scorribande a New York City per affrontare un manipolo di supercriminali (Shocker, Batroc, Grizzly, Boomerang) tutti sotto il controllo di Mesmero! Il malvagio mutante ipnotista sta infatti assoggentando tutta la popolazione tramite l'utilizzo dei loro telefoni cellulari.

## Gli Inumani
Triton degli Inumani è stato ammesso all'Accademia S.H.I.E.L.D., ma si comporta in modo strano e tutti i suoi compagni di corso lo evitano. Le cose per lui peggiorano quando Attilan, la città degli Inumani, inizia a fluttuare sopra New York minacciando di distruggerla se gli esseri umani non si assogetteranno alla sua razza. Spider-Man e Triton vanno in avanscoperta su Attilan per scoprire cosa è accaduto, prima che Nick Fury ordini ai suoi uomini di abbattere la città volante, e scoprono che il re Black Bolt e tutti i membri della famiglia reale sono sotto il controllo mentale di Maximus il folle, che li obbliga ad obbedire alla sua volontà.

## L'attacco dei Sintezoidi
Arnim Zola è tornato ed ha invaso il Triskelion sostituendo Nick Fury, tutte le guardie e il personale dello S.H.I.E.L.D. e gran parte degli studenti dell'Accademia con i suoi sintezoidi, creati a somiglianza degli umani grazie ad una nuova tecnologia olografica. Solo Spider-Man si è accorto di quanto sta avvenendo e cerca di liberare il quartier generale e salvare i suoi compagni, anche se adesso non sa più di chi fidarsi: chi è il vero amico e chi il sintezoide?

## La vendetta di Arnim Zola
Continua la battaglia di Spider-Man contro i sintezoidi di Arnim Zola che si sono impadroniti del Trivelivolo e distrutto il Triskelion e tutta l'Accademia S.H.I.E.L.D. Riusciranno Spider-Man, Rhino e l'agente Venom a salvare tutti i loro compagni e fermare Arnim Zola prima che prenda il controllo del mondo intero? 

## Notte di Halloween al museo
Nella notte di Halloween Jessie trova una spada medievale ambita da Morgan Le Fay mentre con i suoi amici sta visitando un museo e, inconsapevolmente, la libera dalla sua millenaria prigionia. Spider-Man si unisce all'allegra combriccola di Jessie e dei suoi amici per salvare Halloween e il mondo dai piani malvagi della strega Morgana e del suo scagnozzo Jack Lanterna, che ha creato trasformando una guardia di sicurezza del museo.

## Incubo di Natale
La vigilia di Natale dopo una lotta contro Shocker e cadendo da un edificio privo di sensi, Spider-Man vede come sarebbe il mondo senza di lui quando Incubo lo trasporta in un viaggio attraverso il suo passato, il presente ed il futuro. Dopo aver rivissuto una vecchia avventura contro i Duri, affrontato un Goblin del domani e scoperto che un giorno diventerà presidente delle Parker Industries, Spider-Man affronta Incubo per ritornare al tempo attuale, imparando il vero significato di essere un eroe. Dopo tutto questo, riuscirà a trovare in tempo il regalo di Natale per zia May?

## Sfida tra campioni (prima parte)
Quando scopre che tutta la popolazione di New York è scomparsa nel nulla e un campo di forza invisibile circonda la città, Spider-Man viene attaccato da Abominio, Beetle e l'Esecutore, fin quando non viene salvato da un drone a lui familiare. Peter scopre che è stato scelto per essere il capo di un gruppo di eroi dal Collezionista, il quale sta giocando una partita molto pericolosa contro suo fratello il Gran Maestro (un altro degli Antichi dell'universo) nel tentativo di umiliarlo. Con la razza umana in gioco, Spider-Man si impegna a combattere in questo "Torneo dei Campioni" per salvare la Terra e i suoi amici. Il primo incontro si svolge a Central Park e vede Spider-Man, Iron Man ed Hulk contro Kraven, Molten Man e il Re dei Wendigo; chi vincerà la sfida?

## Sfida tra campioni (seconda parte)
Nel secondo incontro del Torneo dei Campioni, Spider-Man, Capitan America, Hulk Rosso ed Iron Fist vengono coinvolti nel gioco di "cattura la bandiera" contro Sandman, Blastaar e Ymir; alla fine solo il ragnetto riesce a spuntarla. Per il terzo incontro, il Collezionista affianca invece a Spider-Man la Vedova Nera, Power Man e Skaar, che devono vedersela contro il Dottor Octopus, l'Uomo Assorbente e Zzzax nel gioco di "ultima squadra che resta in piedi". Le cose diventano un problema però quando il Gran Maestro inizia a cambiare l'ambientazione del gioco rendendola di volta in volta più pericolosa.

## Sfida tra campioni (terza parte)
Nel quarto incontro la squadra composta da Spider-Man, Agente Venom, Iron-Spider e Thor  è impegnata contro Terrax, Attuma e Annihilus in una lotta all'interno della metropolitana. Lontano dalla battaglia, Spider-Man ottiene alcuni Life Model Decoy dello S.H.I.E.L.D. e li usa per distrarre il Gran Maestro mentre lui, Iron-Spider e l'Agente Venom possono salire sulla nave dell'Antico dell'universo e salvare gli abitanti di New York tenuti in ostaggio. Mentre il Collezionista chiama A-Bomb, Hawkeye e She-Hulk alla battaglia, Spider-Man riesce ad ottenere l'assistenza improbabile del Capo  e di MODOK per liberare gli ostaggi; ma il Gran Maestro si accorge dell'inganno.

## Sfida tra campioni (quarta parte)
Dopo il tentativo di fuga di Spider-Man, Gran Maestro si dichiara vincitore della Sfida tra Campioni e prende la città di New York come ricompensa, ma Spider-Man chiede una rivincita con tutti i supereroi e i super criminali in cui il collezionista deve svolgere la parte più importante di tutti. Intanto zia May, prigioniera del Gran Maestro con tutti gli altri civili, rivela di sapere che suo nipote Peter è in realtà l'Uomo Ragno.